# Herrarnas K-2 500 meter i kanotsport vid olympiska sommarspelen 1976
Herrarnas K-2 500 meter vid olympiska sommarspelen 1976 hölls på Île Notre-Dame i Montréal. 

## Medaljörer
| Gren          | Guld                                       | Silver                                             | Brons                                    |
| K-2 500 meter | Östtyskland Joachim Mattern Bernd Olbricht | Sovjetunionen Sergej Nagornyj Vladimir Romanovskij | Rumänien Larion Serghei Policarp Malihin |

## Resultat

### Heat
| Heat 1 |                                                |         |    |
| 1.     | Jean-Pierre Burny och Paul Hoekstra (BEL)      | 1:42,32 | QS |
| 2.     | John Southwood och John Sumegi (AUS)           | 1:42,40 | QS |
| 3.     | Arend Bloem och Lodewijk Jacobs (NED)          | 1:44,88 | QS |
| 4.     | Bruno Bicocchi och Antoine Cipriani (FRA)      | 1:45,40 | QR |
| 5.     | Rod Gavin och John Leonard (NZL)               | 1:47,03 | QR |
| 6.     | Juan Bostelmann och Hermelindo Soto (MEX)      | 1:48,88 | QR |
| 7.     | Rudolf Blass och Hans-Erich Pasch (FRG)        | 1:48,89 | QR |
| 8.     | Michael Johnson och William Leach (USA)        | 1:55,10 | QR |
| Heat 2 |                                                |         |    |
| 1.     | Joachim Mattern och Bernd Olbricht (GDR)       | 1:40,14 | QS |
| 2.     | Sergej Nagornyj och Vladimir Romanovskij (URS) | 1:40,23 | QS |
| 3.     | José Seguin och Guillermo del Riego (ESP)      | 1:41,24 | QS |
| 4.     | Anders Andersson och Lars Andersson (SWE)      | 1:42,56 | QR |
| 5.     | József Deme och János Rátkai (HUN)             | 1:42,75 | QR |
| 6.     | Ryszard Oborski och Grzegorz Śledziewski (POL) | 1:46,31 | QR |
| Heat 3 |                                                |         |    |
| 1.     | Larion Serghei och Policarp Malîhin (ROU)      | 1:43,49 | QS |
| 2.     | Hannu Kojo och Kari Markkanen (FIN)            | 1:44,51 | QS |
| 3.     | Lazar Khristov och Borislav Borisov (BUL)      | 1:46,02 | QS |
| 4.     | Dennis Barre och Steve King (CAN)              | 1:46,47 | QR |
| 5.     | Paolo Lepori och Pier Duilio Puccetti (ITA)    | 1:49,59 | QR |
| 6.     | Delcran Burns och Brendan O'Connell (IRL)      | 1:56,86 | QR |
| 7.     | Ng Hin Wan och Hui Cheong (HKG)                | 2:08,70 | QR |

### Återkval
| Återkval 1  |                                                |         |    |
| 1.          | József Deme och János Rátkai (HUN)             | 1:42,51 | QS |
| 2.          | Bruno Bicocchi och Antoine Cipriani (FRA)      | 1:44,98 | QS |
| 3.          | Rudolf Blass och Hans-Erich Pasch (FRG)        | 1:46,12 | QS |
| 4.          | Delcran Burns och Brendan O'Connell (IRL)      | 1:47,56 |    |
| Återkval 2  |                                                |         |    |
| 1.          | Anders Andersson och Lars Andersson (SWE)      | 1:43,60 | QS |
| 2.          | Paolo Lepori och Pier Duilio Puccetti (ITA)    | 1:45,30 | QS |
| 3.          | Juan Bostelmann och Hermelindo Soto (MEX)      | 1:45,82 | QS |
| Repechage 3 |                                                |         |    |
| 1.          | Dennis Barre och Steve King (CAN)              | 1:47,21 | QS |
| 2.          | Ryszard Oborski och Grzegorz Śledziewski (POL) | 1:47,30 | QS |
| 3.          | Rod Gavin och John Leonard (NZL)               | 1:47,45 | QS |
| 4.          | Michael Johnson och William Leach (USA)        | 1:49,95 |    |
| 5.          | Ng Hin Wan och Hui Cheong (HKG)                | 2:06,42 |    |

### Semifinaler
| Semifinal 1 |                                                |         |    |
| 1.          | Sergej Nagornyj och Vladimir Romanovskij (URS) | 1:38,65 | QF |
| 2.          | József Deme och János Rátkai (HUN)             | 1:38,92 | QF |
| 3.          | Jean-Pierre Burny och Paul Hoekstra (BEL)      | 1:39,58 | QF |
| 4.          | Lazar Khristov och Borislav Borisov (BUL)      | 1:42,21 |    |
| 5.          | Paolo Lepori och Pier Duilio Puccetti (ITA)    | 1:43,51 |    |
| 6.          | Rod Gavin och John Leonard (NZL)               | 1:45,61 |    |
| Semifinal 2 |                                                |         |    |
| 1.          | Joachim Mattern och Bernd Olbricht (GDR)       | 1:39,06 | QF |
| 2.          | Anders Andersson och Lars Andersson (SWE)      | 1:39,86 | QF |
| 3.          | Hannu Kojo och Kari Markkanen (FIN)            | 1:40,06 | QF |
| 4.          | Ryszard Oborski och Grzegorz Śledziewski (POL) | 1:41,65 |    |
| 5.          | Rudolf Blass och Hans-Erich Pasch (FRG)        | 1:42,64 |    |
| 6.          | Arend Bloem och Lodewijk Jacobs (NED)          | 1:43,63 |    |
| Semifinal 3 |                                                |         |    |
| 1.          | José Seguin och Guillermo del Riego (ESP)      | 1:38,54 | QF |
| 2.          | John Southwood och John Sumegi (AUS)           | 1:40,01 | QF |
| 3.          | Larion Serghei och Policarp Malîhin (ROU)      | 1:40,38 | QF |
| 4.          | Dennis Barre och Steve King (CAN)              | 1:41,47 |    |
| 5.          | Bruno Bicocchi och Antoine Cipriani (FRA)      | 1:43,36 |    |
| 6.          | Juan Bostelmann och Hermelindo Soto (MEX)      | 1:44,85 |    |

### Final
|    | Joachim Mattern och Bernd Olbricht (GDR)       | 1:35,87 |
|    | Sergej Nagornyj och Vladimir Romanovskij (URS) | 1:36,81 |
|    | Larion Serghei och Policarp Malîhin (ROU)      | 1:37,43 |
| 4. | José Seguin och Guillermo del Riego (ESP)      | 1:38,50 |
| 5. | József Deme och János Rátkai (HUN)             | 1:38,61 |
| 6. | Hannu Kojo och Kari Markkanen (FIN)            | 1:39,59 |
| 7. | Anders Andersson och Lars Andersson (SWE)      | 1:39,63 |
| 8. | John Southwood och John Sumegi (AUS)           | 1:39,77 |
| 9. | Jean-Pierre Burny och Paul Hoekstra (BEL)      | 1:40,48 |